# World Service
World Service es el quinto álbum de estudio de la banda británica de rock Delirious?, lanzado el 15 de diciembre de 2003. Es uno de los álbumes más destacados de la banda y el de mayor repercusión comercial de su historial discográfico en la corriente principal, recibiendo críticas muy positivas por parte de los medios especializados. El álbum tuvo tres sencillos "Inside Outside", "Every Little Thing" y "Rain Down" los cuales fueron lanzados para el mercado alemán. El primero Inside Outside vendió más de doce mil copias y fue número #1 en la tabla de sencillos de la SWR3. El segundo "Every Little Thing", fue lanzado el 14 de septiembre de 2004 alcanzando la posición #2 siendo el segundo golpe radial de la banda en ese país, mientras que Rain Down se lanzó tres meses más tarde alcanzando también el puesto #2. 

## Grabación y producción
Delirious? regresó al estudio en marzo de 2003 pasando tres semanas en los estudios Ford Lane de West Sussex, Inglaterra. A principios de febrero Stuart Garrard y Jon Thatcher pasaron una semana en Escocia, al parecer, "en busca de un poco de inspiración lírica". Acerca de las primeras sesiones Martin Smith comento: "la mayoría de las letras ya están escritas pero la voz se pondrá a punto a medida que vayamos grabando. La sensación hasta ahora del proyecto es de mucha ansiedad en realidad, pero mientras empezamos estaremos tocando varias de las nuevas canciones en varios conciertos de este año".
A diferencia de sus anteriores discos Delirious? trabajo con un productor con el que ya estaban familiarizados Julian Kindred, quien ya había trabajado con la banda en 1999 siendo el productor auxiliar del disco Mezzamorphis.

## Trasfondo
El título del álbum fue confirmado el 13 de septiembre de 2003, y fue basado en el atractivo global de la banda y su constante deseo de servir. Al hablar de las canciones Stuart Garrard comento: "Rain Down nació un día en una prueba de sonido donde empezó a caer un torrencial aguacero, de ahí empezamos a corear la canción y no fue solo sino tomar algunos acordes que ya teníamos y aplicarlos a la letra en el estudio... Inside Outside es una especie de canción ligera, prudente como las líneas de la letra, diciendo que no hay ningún lugar donde usted se esconda, porque siempre Dios estará dentro, fuera, al lado, arriba y abajo para estar con usted, sin duda es una de las mejores canciones de Martin... Every Little Thing nació el pasado verano con un coro de Martin, el escribió la mayor parte de la letra que tenía un propósito especial y era el de alentar a su esposa Anna y al bajista Jon Thatcher debido a la muerte de un tío de ellos". Smith también dedicó la canción "Mountains High" a este acontecimiento.

## Promoción
A raíz del éxito de Delirious? en Alemania fueron invitados a tocar en el New Pop Festival junto a The Rasmus y Maroon 5 al igual que en el festival Arena of Sound. La banda también realizó una gira de promoción por los Estados Unidos y el Reino Unido cerrando con una presentación en el mega evento de la iglesia católica Día Mundial de La Juventud ante más de 1,2 millones de asistentes.

## Recepción
El álbum recibió críticas muy positivas en los medios especializados. Por ejemplo la revista Relevant comento: "Nadie le quita su lugar a las estrellas del rock cristiano... World Service es el mejor disco que se ha visto de la banda desde Glo, con guitarras que sin duda dejan ver la influencia de U2 en el álbum", mientras que Amazon.com destacó "Mientras que Mezzamorphis tuvo su propio éxito el cual fue ampliado con Glo, World Service, da testimonio de la brillantes musical de la banda...Delirious? claramente es más maduro en su oficio". En 2004 la revista New Musical Express (NME), en la cual fueron portada, catalogó a la banda como: "El mejor acto de rock cristiano de Gran Bretaña".

## Lista de canciones
1. "Grace Like a River"
2. "Rain Down"
3. "God in Heaven"
4. "Majesty (Here I Am)"
5. "Inside Outside"
6. "Free"
7. "Everyone Knows"
8. "With You"
9. "Mountains High"
10. "I Was Blind"
11. "Feet It Coming On"
12. "Every Little Thing"

### Posicionamiento
| Año  | Listas                     | Posición |
| ---- | -------------------------- | -------- |
| 2003 | Billboard Christian Albums | 20       |
| 2003 | Top Heatseekers            | 26       |